# Les Ombres de Katyn
Les Ombres de Katyn (A Man Without Breath) est un roman policier historique de Philip Kerr, paru en anglais en 2013 et en français en 2015. Il s'agit du neuvième roman mettant en scène le détective Bernie Gunther.

## Résumé
L'action du roman débute en mars 1943, au lendemain de la défaite de la Wehrmacht lors de la bataille de Stalingrad. Hitler s'apprête à reprendre l'offensive dès la fin de l'hiver russe mais les officiers allemands croient de moins en moins à la possibilité de s'emparer de Moscou. 
Or, en plein territoire soviétique, dans la forêt de Katyne, à proximité de Smolensk, ville occupée par les nazis depuis 1941, des rumeurs font état d'une immense fosse commune dans les environs. Plusieurs milliers d'officiers polonais auraient été enterrés au milieu des bois. Un loup  aurait découvert des restes humains. Joseph Goebbels, ministre de la Propagande du Troisième Reich, estime à juste titre que ce charnier existe bel et bien, et qu'il est rempli de Polonais exécutés par le NKVD. Le massacre de Katyń lui fournit l'occasion rêvée de discréditer les Russes, de semer la discorde parmi les Alliés et d'obtenir peut-être une paix séparée avec certains d'entre eux. Il décide donc d'ouvrir une enquête sur place, sous l'égide d'une autorité neutre. Son choix se porte sur le Bureau des crimes de guerre, où officie un antinazi notoire qui est en même temps l'homme de la situation : le capitaine Bernie Gunther.
Envoyé dans la forêt de Katyne, Bernie dirige une équipe chargée d'organiser l'exhumation de ces milliers de corps, sous le contrôle de diverses instances internationales qui serviront de caution morale au gouvernement du Reich. Il lui faut également élucider le meurtre de deux télégraphistes allemands, égorgés au moyen d'une baïonnette. Pendant qu'une partie de l'aristocratie militaire prussienne complote en vue d'éliminer le Führer et que le Generalfeldmarschall Günther von Kluge ne sait plus s'il doit aider ou trahir les conjurés, un expert de la commission internationale de pathologistes est assassiné dès son arrivée. Cet ancien dignitaire franquiste est connu pour avoir pratiqué des expériences médicales très « spéciales » pendant la Guerre civile espagnole. La principale suspecte est une légiste allemande dont le frère a trouvé la mort en Espagne, du côté des Brigades internationales. L'ennui est que Bernie est tombé amoureux d'elle.

## Galerie

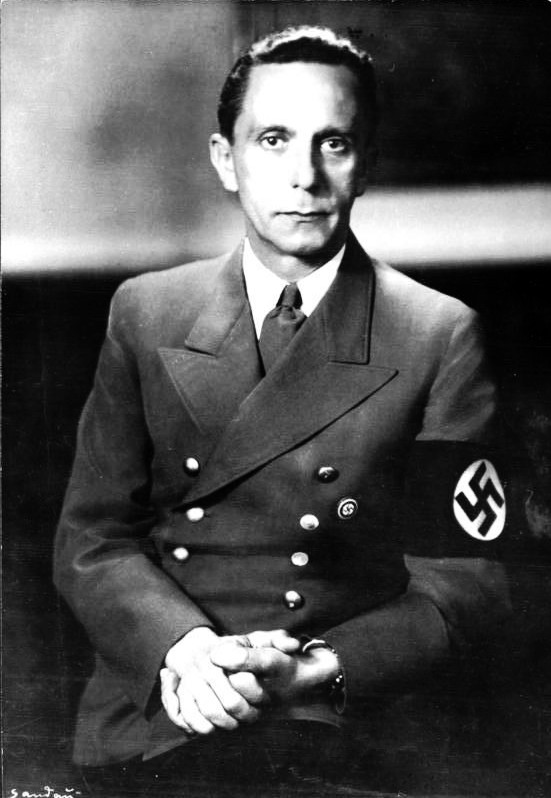
Joseph Goebbels en 1942
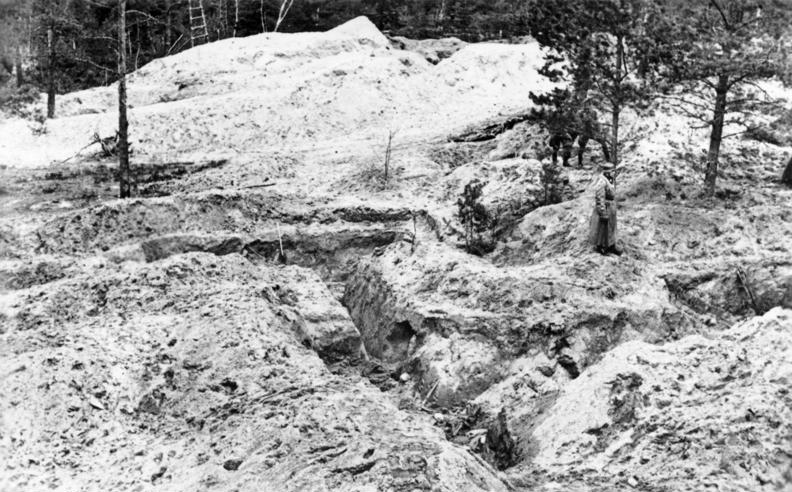
L'une des fosses de Katyń (Archives allemandes, avril 1943)
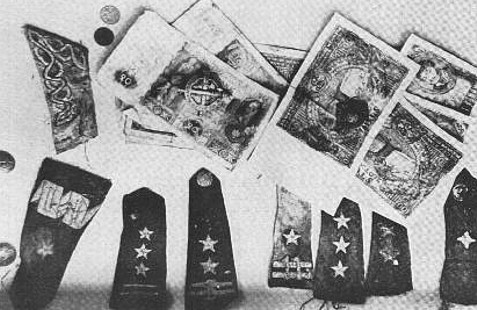
Galons d'officiers polonais et billets de banque découverts sur le site de Katyń lors des fouilles de 1943
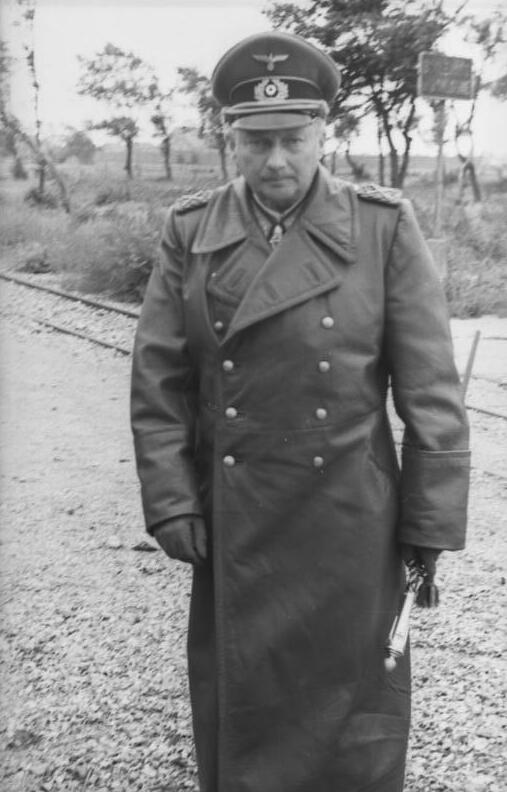
Günther von Kluge en 1944

## Récompense
- Prix Palle-Rosenkrantz 2014[2]